# Hulahula River
Der Hulahula River ist ein 163 km langer Zufluss der Beaufortsee im Bereich der North Slope im Nordosten des US-Bundesstaats Alaska.

## Verlauf
Der Hulahula River entspringt in den Romanzof Mountains, ein Gebirgszug der Brookskette, auf einer Höhe von etwa 1800 m. Der Hulahula River wird von einem Gletscher gespeist. Er fließt anfangs 27 km nach Westen. Im Anschluss wendet sich der Fluss nach Norden und begrenzt nun die weiter westlich gelegenen Franklin Mountains. Bei Flusskilometer 82 verlässt der Fluss die Vorberge der Brookskette und erreicht das Küstentiefland. Dort wendet sich der Hulahula River in Richtung Nordnordost. 45 Kilometer oberhalb der Mündung befinden sich am linken Flussufer verlandete Flussarme eines ehemaligen Schwemmfächers. Der Hulahula River bildet nun einen verflochtenen Fluss. Der Hulahula River erreicht schließlich die Camden Bay am Rande der Beaufortsee. Der Okpilak River mündet unmittelbar östlich vom Hulahula River.

## Hydrologie
Der mittlere Abfluss (MQ) des Hulahula River bei Flusskilometer 48 beträgt 16,4 m³/s. Die größten monatlichen Abflüsse treten gewöhnlich in den Monaten Juni bis August auf.

## Einzugsgebiet
Das etwa 1940 km² große Einzugsgebiet des Hulahula River befindet sich im Arctic National Wildlife Refuge. Es grenzt im Osten an das Einzugsgebiet des Okpilak River, im Südosten an das des Jago River, im äußersten Süden an die Einzugsgebiete von Sheenjek River und East Fork Chandalar River, im Südwesten an das des Canning River sowie im Westen an das des Sadlerochit River.

## Namensgebung
Der Flussname stammt von Walfängern und hat seinen Ursprung in dem hawaiianischen Namen für einen Tanz. Der Flussname wurde 1902 von S. J. Marsh gemeldet.